# Galman

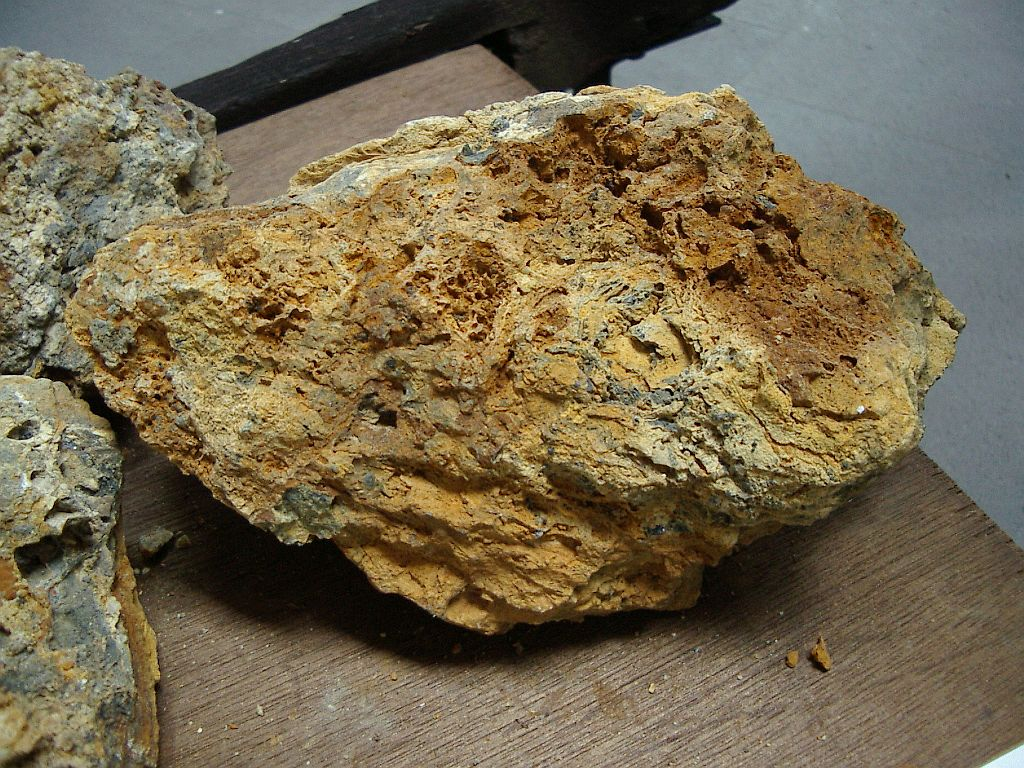
Galman

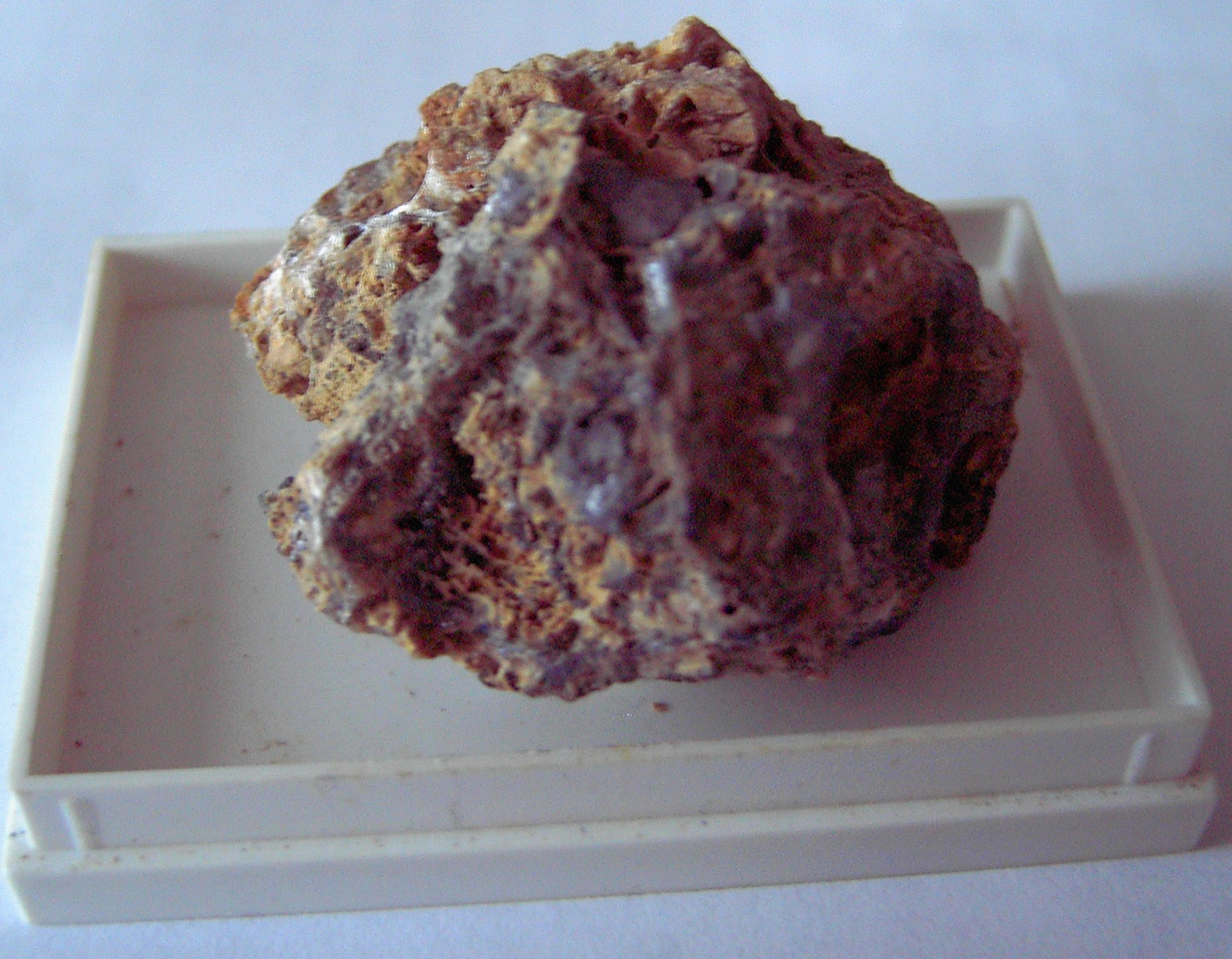
Galman ze Stolbergu

Galman – górnicze określenie utlenionych rud cynku, przeważnie mieszaniny smithsonitu i hemimorfitu (kalaminu) .

## Nazewnictwo
Wyróżniono:
- galman biały (pospolity[3]) – z małymi domieszkami uwodnionych tlenków żelaza[2] , w obrębie którego wyodrębniono:
  - zwyczajny galman ziemisty: matowa, nieprzezroczysta żółtawa, szarawo-biała, żółtawo-szara, słomiano-żółta skała występująca w „nerkach” sferoidalnych oraz zbitych skorupach; przełam ziemisty, równy bądź płasko-muszlowy[3]
  - zwyczajny galman skorupowy: barwa zbliżona do galmanu ziemistego; drobnoziarnisty, nieco porowaty, czasem w postaciach naciekowych[3]
- galman czerwony (żelazisty[1]) – mieszanina węglanu cynku i wodorotlenku żelaza(III)[3], z domieszką kilku procent tlenku żelaza(III)[2]  i manganu[3]
- galman węglanowy (węglowy, szpatowy, szpat cynkowy[3]) – najczystsza odmiana galmanu[4] z przewagą smithsonitu[2]
- galman krzemianowy (krzemowy) – z przewagą hemimorfitu[2]

## Występowanie w Polsce
- galmany smithsonitowe (czerwone) rozpowszechnione są na Wyżynie Śląsko-Krakowskiej, w złożach rud cynku i ołowiu; w okolicach Bytomia, Tarnowskich Gór, Olkusza, Trzebini, Jaworzna.
- galmany monheimitowe – w rejonie Chrzanowa
- galmany krzemianowe są spotykane w nieczynnych kopalniach w okolicach Tarnowskich Gór, Brzezin Śląskich, Miechowic

Na Górnym Śląsku okres największego wydobycia galmanu trwał od drugiej połowy XVIII do końca XIX wieku (zob. kopalnia Szarlej) i przyczynił się do znacznego rozwoju gospodarczego tego regionu.

## Zastosowanie
- jedna z dwóch najważniejszych (obok blendy cynkowej) rud cynku
- historycznie używany jako domieszka do miedzi w produkcji mosiądzu[5]